# Пригородняя
Пригородняя — слобода в Щигровском районе Курской области России. Административный центр Пригородненского сельсовета.

## География
Слобода находится в северо-восточной части Курской области, в пределах юго-западной части Среднерусской возвышенности, в лесостепной зоне, на правом берегу реки Щигор, к югу от города Щигры, административного центра района. Абсолютная высота — 220 метров над уровнем моря.
Климат
Климат характеризуется как умеренно континентальный, с тёплым летом и умеренно холодной зимой. Среднегодовая температура — 4,7 — 5,7 °C. Средняя температура воздуха самого тёплого месяца (июля) — 19 — 24 °C (абсолютный максимум — 37 °C); самого холодного (января) — −9 — −5 °C (абсолютный минимум — −32 °C). Среднегодовое количество атмосферных осадков составляет 582 мм.
Часовой пояс
Слобода Пригородняя, как и вся Курская область, находится в часовой зоне МСК (московское время). Смещение применяемого времени относительно UTC составляет +3:00.

## Население
| 2002 | 2010  |
| ---- | ----- |
| 1270 | ↘1242 |

Половой состав
По данным Всероссийской переписи населения 2010 года в половой структуре населения мужчины составляли 45,2 %, женщины — соответственно 54,8 %.
Национальный состав
Согласно результатам переписи 2002 года, в национальной структуре населения русские составляли 98 %.

## Известные уроженцы, жители
- Худин, Александр Николаевич (род. 1960) — российский учёный, ректор Курского государственного университета (с 201), доктор педагогических наук, профессор.

## Инфраструктура
Пригородненская средняя общеобразовательная школа.